# Bay View (Washington)
Bay View je obec v okrese Skagit, v americkém státě Washington. V roce 2010 měla 696 obyvatel a byla součástí metropolitní statistické oblasti Mount Vernon-Anacortes.

## Historie
V roce 1884 obec založil a pojmenoval William J. McKenna.

## Geografie
Rozloha obce činí 4,3 km², z čehož nic není voda.

## Demografie
V roce 2010 obývalo obec 696 lidí, z nichž 97 % byli běloši, 1 % původní obyvatelé a 0,5 % Asiaté. 3 % obyvatelstva byla Hispánského původu.

## Známí rodáci
- Callie Waldschmidt nejprve hrála na kytaru v místní kapele, ale poté, co ji z kapely vyhodila přítelkyně hlavního kytaristy, stala se profesionální snowboardistkou v horách v Chile.